# Feodor (Mamasujev)
Feodor (světským jménem: Olexandr Semenovyč Mamasujev; * 4. listopadu 1966, Sambir) je ukrajinský duchovní Ukrajinské pravoslavné církve Moskevského patriarchátu, arcibiskup a metropolita mukačevský a užhorodský.

## Život
Narodil se 4. listopadu 1966 v Sambiru.
Po střední škole nastoupil na zemědělskou školu ve městě Rudky. Po povinné vojenské službě nastoupil na Moskevský duchovní seminář.
Roku 1989 byl v Trojicko-sergijevské lávře postřižiny na monacha se jménem Feodor na počest svatého Teodora Alexandrijského. Dne 31. prosince stejného roku byl arcibiskupem dmitrovským Alexandrem (Timofejevem) rukopoložen na jerodiákona a v květnu 1990 na jeromonacha. Poté byl poslán do služby monastýru svatého Mikuláše v Mukačevu.
Roku 1992 nastoupil na Moskevskou duchovní akademii.
Roku 1994 byl povýšen na igumena a dva roky později na archimandritu.
Dne 21. prosince 2007 jej Svatý synod Ukrajinské pravoslavné církve zvolil biskupem mukačevským a užhorodským. Následující den byl oficiálně jmenován biskupem a 23. prosince proběhla jeho biskupská chirotonie. Hlavním světitelem byl metropolita kyjevský a celé Ukrajiny Volodymyr (Sabodan).
Dne 21. července 2009 byl povýšen na arcibiskupa a 23. července 2018 na metropolitu.